# Giorgio Cecchinel
Giorgio Cecchinel, nacido el 24 de junio de 1989 en Vittorio Veneto, es un ciclista italiano.

## Palmarés
Aún no ha conseguido ninguna victoria como profesional

## Resultados en las grandes vueltas
| Carrera         | 2014 | 2015 | 2016 |
| --------------- | ---- | ---- | ---- |
| Giro de Italia  | Ab.  | -    | -    |
| Tour de Francia | -    | -    | -    |
| Vuelta a España | -    | -    | -    |
| Mundial en Ruta | -    | -    | -    |

-: no participa

Ab.: abandono